# Florence Oboshie Sai-Coffie
Florence Oboshie Sai-Cofie, née Sai, le 6 avril 1953, est une femme politique, spécialiste en communication et ancienne ministre de l'information ghanéenne. Elle cumule des années d'expériences en gouvernance, en diplomatie et relations internationales, en relations avec les médias et plaidoyer en matière de santé reproductive. Cheffe adjointe dans l'administration Kufuor, elle est vice-ministre au ministère de l'Information de 2006 jusqu'au 31 juillet 2007.
Le 1er août 2007, John Kufuor la désigne ministre de l'Information et de l'Orientation nationale pour remplacer Kwamina Bartels,. Elle occupe, par la suite, le poste de ministre du Tourisme et des Relations avec la diaspora. Sai Cofie occupe le poste de présidente du conseil d'administration de la Ghana Airports Company. En 2021, elle est nommée conseillère spéciale du président Akufo-Addo sur les médias et les communications stratégiques.

## Biographie

### Origine et éducation
Florence Cofie naît le 6 avril 1953 à Accra au Ghana. Elle est la fille du professeur Fred T. Sai (en), universitaire ghanéen, médecin de famille et cofondateur de la Planned Parenthood Association du Ghana (en) en 1967, et de Florence Aleeno Sai.
Elle commence ses études à Ridge Church School à Accra puis à l'Aburi Girls' Secondary School de 1964 à 1969. Elle est titulaire d'une licence en sociologie de l'Université du Ghana, Legon en 1974,.

### Vie privée
Sai Cofie a avec Wellington Komla Cofie deux fils : Wosela et Kameoli Cofie. Elle aime la lecture et l’écriture et milite pour la santé reproductive et les droits des femmes et des enfants[réf. souhaitée].

### Carrière professionnelle
Sa carrière débute au poste d'assistant personnel du directeur général de l'industrie cinématographique du Ghana. De novembre 1975 à juin 1978, elle est directrice administrative de VEC Transport & Company Limited, basée à Tema au Ghana[réf. souhaitée].
En 1979, Sai Cofie se loge aux États-Unis et travaille chez Afam Concept Chicago comme directrice régional des ventes et du marketing. En 1989, Sai Cofie retourne au Ghana et s'investit dans plusieurs entreprises, notamment une confiserie appelée Osibix Confections. Elle cofonde aussi Mediatouch Productions en 1992, une société de publicité et de production.
Son entreprise crée du contenu et développe le premier talk-show ghanéen de participation et d’actualité. Elle est la présentatrice de l'émission  Straight Talk. Entre septembre 1996 et décembre 2000, Sai Cofie est également la représentante de l'Afrique pour le Centre européen d'études de marché, où elle est sollicitée pour des analyses d'études de marché et des conseils au siège social à Bruxelles sur la situation du marché africain.

### Carrière politique
Pendant la présidence de John Agyekum Kufuor, elle devient assistante spéciale à son Cabinet entre 2001 et 2004 au Cabinet du Président, en s'engageant dans la communication présidentielle et les relations publiques. Elle est ensuite promue au poste de Chef de cabinet adjoint en 2004.
Lors du remaniement ministériel de 2006, elle est nommée vice-ministre de l'Information et de l'Orientation nationale, remplaçant ainsi Shirley Ayorkor Botchwey mutée au poste de vice-ministre  des Affaires étrangères. Sai Cofie est promue ministre de l’Information en juillet 2007. En avril 2008, elle est nommée ministre du Tourisme et des Relations avec la diaspora, en permutation avec Stephen Asamoah Boateng qui prend sa relève au ministère de l'Information et de l'Orientation nationale.
En 2017, elle est nommée présidente du conseil d'administration de Ghana Airports Company Limited  jusqu'en 2021. Durant son second mandat, le président Akufo-Addo la désigne conseillère présidentielle en matière de médias et de communication stratégique, un poste où elle élabore et met en œuvre des stratégies de communication pour le gouvernement, et assure la supervision et la coordination de tous les services de communication du gouvernement.

## Prix et distinctions
Le président Kufuor décerne à Sai Cofie l'Ordre de la Volta le 3 juillet 2008[réf. souhaitée].